# Del Valle
Jugos Del Valle é uma marca criada por Luis Cetto em 1947. A empresa foi fundada na zona industrial de Vallejo, Cidade do México.  Lançado no Brasil por Gabriel Salomão em 1997, foi adquirida pela The Coca-Cola Company em 2007 e, desde então, associada à Sucos Mais, Kapo e Minute Maid.